# Basiri
Basiri (àrab: بصيري, Baṣīrī), sobrenom amb el que fou conegut Mohamed Sidi Brahim Basir (Tan-Tan, 1944 - Al-Aaiun, 1970), fou un líder independentista sahrauí.

## Biografia
Després d'estudiar al Sàhara Occidental i al Marroc, va cursar estudis universitaris al Caire i Damasc. De retorn al Marroc va fundar el diari Chumuu, que s'oposava a l'ocupació marroquina del Sàhara Occidental, havent de fugir a territori espanyol. El 1968, entrà a Smara sense permís i va ésser detingut però, mercès a la petició de molts caps locals, va ésser alliberat. A finals del 1969 s'assabentà del projecte secret de repartiment del Sàhara Occidental entre el Marroc i Mauritània. El 12 de desembre de 1969 va fundar l'Organització d'Avantguarda per l'alliberament de Saguia el Hamra i Río de Oro, de la que fou secretari general el mateix Basir.
En una manifestació a l'Al-Aaiun el 17 de juny de 1970 al barri de Zemla, en què es reivindicava la independència de la colònia, la Legió Espanyola, sota les ordres de la dictadura franquista, va disparar als manifestants causant nombroses víctimes. Aquella mateixa matinada, les autoritats franquistes van detenir centenars de sahrauís, entre ells Basiri. L'última notícia que se'n té va ser el 17 de juliol quan estava a la presó provincial. Després ja no se'n va saber mai més res.
Espanya va difondre que havia estat expulsat al Marroc i fins i tot va distribuir ordres als seus funcionaris perquè el detinguessin en cas de tornar a la llavors província 53. Però tot apunta que era una farsa. Bassiri havia estat executat.